# Майки (жуки)
Ма́йки (лат. Meloe) — род нарывников из подсемейства Meloinae.

## Описание
Жуки средних и крупных размеров, в длину достигающие от 12 до 30 мм. Крылья отсутствуют, надкрылья сильно укорочены. У этих жуков присутствует половой диморфизм, заключающийся в размерах самки и самца (самка больше самцов) и в необычных по форме усиках.

## Экология
Личинки, называемые триунгулинами, питаются яйцами, мёдом пчёл и прочей пищей, находящейся в их гнёздах. Выходя из отложенных в почву яиц, триунгулины вскарабкиваются на цветы и там ожидают насекомых, к щетинкам которых прицепляются и путешествуют на их теле. Прицепившиеся таким образом ко пчёлам триунгулины попадают с ними в их гнёзда, где и находят благоприятные условия для своего развития.

## Перечень видов
- Meloe proscarabaeus Linnaeus, 1758 — Майка обыкновенная (или Майка чёрная)
- Meloe violaceus Marsham, 1802 — Майка фиолетовая
- Meloe tuccius Rossi, 1792
- Meloe baudueri Grenier, 1863
- Meloe brevicollis Panzer, 1793
- Meloe ganglbaueri Apfelbeck, 1907
- Meloe ibericus Reitter, 1895
- Meloe mediterraneus G. Müller, 1925
- Meloe murinus Brandt & Erichson, 1832
- Meloe nanus Lucas, 1849
- Meloe rugosus Marsham, 1802
- Meloe cavensis Petagna, 1819
- Meloe variegatus Donovan, 1793
- Meloe cicatricosus Leach, 1815
- Meloe foveolatus Guérin de Méneville, 1842
- Meloe autumnalis Olivier, 1792